# Serie A 1958-1959 (pallacanestro maschile)
Il campionato di Serie A di pallacanestro maschile 1958-1959 secondo livello del 37º campionato italiano è stato il quarto dalla riforma dei campionati. Sono iscritte 20 squadre raggruppate in 2 gironi da 10; le prime classificate di ogni girone vengono promosse alla serie superiore; retrocedono le ultime classificate squadre di ogni girone.

## Girone A

### Classifica
|  |     | classifica finale 1958-1959 | Pt | G  | V  | P  | PtF  | PtS  |
|  | --- | --------------------------- | -- | -- | -- | -- | ---- | ---- |
|  | 1.  | Petrarca Padova             | 31 | 18 | 16 | 2  | 1145 | 900  |
|  | 2.  | RIV Torino                  | 31 | 18 | 14 | 4  | 1017 | 923  |
|  | 3.  | Libertas Biella             | 31 | 18 | 13 | 5  | 940  | 878  |
|  | 4.  | APU Udine                   | 30 | 18 | 12 | 6  | 1078 | 834  |
|  | 5.  | Robur et Fides Varese       | 30 | 18 | 12 | 6  | 1127 | 990  |
|  | 6.  | Cestistica Ravenna          | 27 | 18 | 9  | 9  | 961  | 991  |
|  | 7.  | U.G. Goriziana              | 26 | 18 | 8  | 10 | 1051 | 1050 |
|  | 8.  | Don Bosco Trieste           | 23 | 18 | 5  | 13 | 981  | 1099 |
|  | 9.  | CUS Firenze                 | 21 | 18 | 3  | 15 | 825  | 1093 |
|  | 10. | Montiglio Gradisca          | 20 | 18 | 2  | 16 | 905  | 1272 |

### Risultati
| Risultati                   | PAD   | TOR   | BIE   | UDI   | VAR   | RAV   | GOR   | TRI   | FIR   | GRA    |
| --------------------------- | ----- | ----- | ----- | ----- | ----- | ----- | ----- | ----- | ----- | ------ |
| Petrarca Padova             |       | 66-44 | 81-54 | 47-45 | 64-37 | 51-32 | 77-52 | 85-53 | 75-43 | 82-34  |
| Riv Torino                  | 58-51 |       | 34-35 | 53-47 | 66-56 | 61-48 | 54-53 | 74-46 | 61-28 | 63-58  |
| Libertas Biella             | 62-47 | 43-51 |       | 47-47 | 39-37 | 60-44 | 59-56 | 66-31 | 39-29 | 72-51  |
| AP Udinese                  | 67-44 | 63-48 | 50-32 |       | 63-49 | 71-43 | 67-51 | 81-58 | 74-31 | 74-43  |
| Robur et Fides Varese       | 76-54 | 80-56 | 79-50 | 72-51 |       | 60-42 | 70-57 | 80-65 | 76-56 | 90-61  |
| Cestistica Ravenna          | 65-63 | 66-61 | 41-37 | 42-41 | 52-53 |       | 55-47 | 77-59 | 64-61 | 77-44  |
| Unione Ginnastica Goriziana | 51-59 | 50-53 | 58-66 | 44-39 | 55-51 | 63-61 |       | 61-53 | 50-48 | 101-60 |
| Don Bosco Trieste           | 44-52 | 45-54 | 48-49 | 36-53 | 70-62 | 61-38 | 61-63 |       | 64-32 | 70-58  |
| CUS Firenze                 | 43-75 | 42-53 | 61-75 | 50-70 | 34-40 | 48-44 | 59-56 | 54-69 |       | 61-66  |
| Gradisca Montiglio          | 40-72 | 46-73 | 35-55 | 44-77 | 55-59 | 50-70 | 58-83 | 60-48 | 42-45 |        |

### Spareggio promozione
| Reggio Emilia 3 aprile 1959 | Riv Torino | 46 – 45 | Libertas Biella |  |

| Reggio Emilia 4 aprile 1959 | Petrarca Padova | ? – ? | Libertas Biella |  |

| Reggio Emilia 5 aprile 1959 | Petrarca Padova | 63 – 49 | RIV Torino |  |

## Girone B

### Classifica
|  |     | classifica finale 1958-1959 | Pt | G  | V  | P  | PtF  | PtS  |
|  | --- | --------------------------- | -- | -- | -- | -- | ---- | ---- |
|  | 1.  | Libertas Livorno            | 34 | 18 | 16 | 2  | 1102 | 845  |
|  | 2.  | Ex Alunni Massimo Roma      | 32 | 18 | 14 | 4  | 1077 | 932  |
|  | 3.  | Olimpia Cagliari            | 27 | 18 | 9  | 9  | 988  | 1003 |
|  | 4.  | Cartegiunco Roseto          | 27 | 18 | 9  | 9  | 1120 | 1077 |
|  | 5.  | D'Alessandro Teramo         | 26 | 18 | 8  | 10 | 1032 | 1021 |
|  | 6.  | Partenope Napoli Basket     | 26 | 18 | 8  | 10 | 967  | 990  |
|  | 7.  | Libertas Brindisi           | 25 | 18 | 7  | 11 | 862  | 956  |
|  | 8.  | Stamura Ancona              | 25 | 18 | 7  | 11 | 828  | 932  |
|  | 9.  | Giuliana Roma               | 24 | 18 | 6  | 12 | 917  | 1051 |
|  | 10. | Pallacanestro Bari          | 24 | 18 | 6  | 12 | 1062 | 1148 |

### Risultati
| Risultati              | LIV   | EAMRo | CAG   | ROS   | TER   | NAP   | BRI   | ANC   | BAR   | GIURo |
| ---------------------- | ----- | ----- | ----- | ----- | ----- | ----- | ----- | ----- | ----- | ----- |
| Libertas Livorno       |       | 65-63 | 52-40 | 86-50 | 90-51 | 86-46 | 59-40 | 67-39 | 70-44 | 32-30 |
| Ex Alunni Massimo Roma | 63-42 |       | 61-45 | 71-62 | 62-59 | 42-41 | 66-52 | 52-35 | 74-56 | 63-44 |
| Olimpia Cagliari       | 57-38 | 64-62 |       | 81-73 | 47-58 | 75-50 | 54-44 | 42-37 | 77-66 | 61-58 |
| Cartegiunco Roseto     | 58-71 | 67-64 | 68-52 |       | 69-48 | 70-47 | 61-32 | 55-36 | 60-50 | 75-48 |
| D'Alessandro Teramo    | 42-64 | 69-73 | 75-49 | 69-50 |       | 50-42 | 68-47 | 56-51 | 59-58 | 71-47 |
| Partenope Napoli       | 53-54 | 45-49 | 44-50 | 62-55 | 57-55 |       | 62-39 | 70-60 | 67-51 | 63-50 |
| Libertas Brindisi      | 27-38 | 44-57 | 56-48 | 73-75 | 40-35 | 51-46 |       | 40-28 | 46-29 | 38-70 |
| Stamura Ancona         | 41-59 | 41-36 | 47-44 | 47-45 | 47-45 | 49-47 | 44-47 |       | 62-53 | 55-34 |
| Giuliana Roma          | 51-58 | 51-57 | 71-62 | 80-68 | 74-70 | 59-62 | 63-56 | 85-74 |       | 55-61 |
| Pallacanestro Bari     | 50-71 | 50-62 | 43-40 | 60-59 | 54-52 | 45-63 | 53-90 | 55-35 | 65-66 |       |

### Spareggio retrocessione
| Napoli 5 aprile 1959 | Pallacanestro Bari | 55 – 52 | Giuliana Roma |  |

## Finale per il titolo
| Reggio Emilia 4 novembre 1959 | Petrarca Padova | 57 – 40 | Libertas Livorno |  |

## Verdetti
- Il Petrarca Padova vince il titolo nazionale di Serie A

Formazione: Agnini, Vitale, Bonetto, Sarain, Bidoli, Toffanello, Toneig, Fantin, Stefanelli Peraro. Allenatore: Marsico

## Fonti
- Il Corriere dello Sport edizione 1958-59